# Kyrkboden i Ingatorp

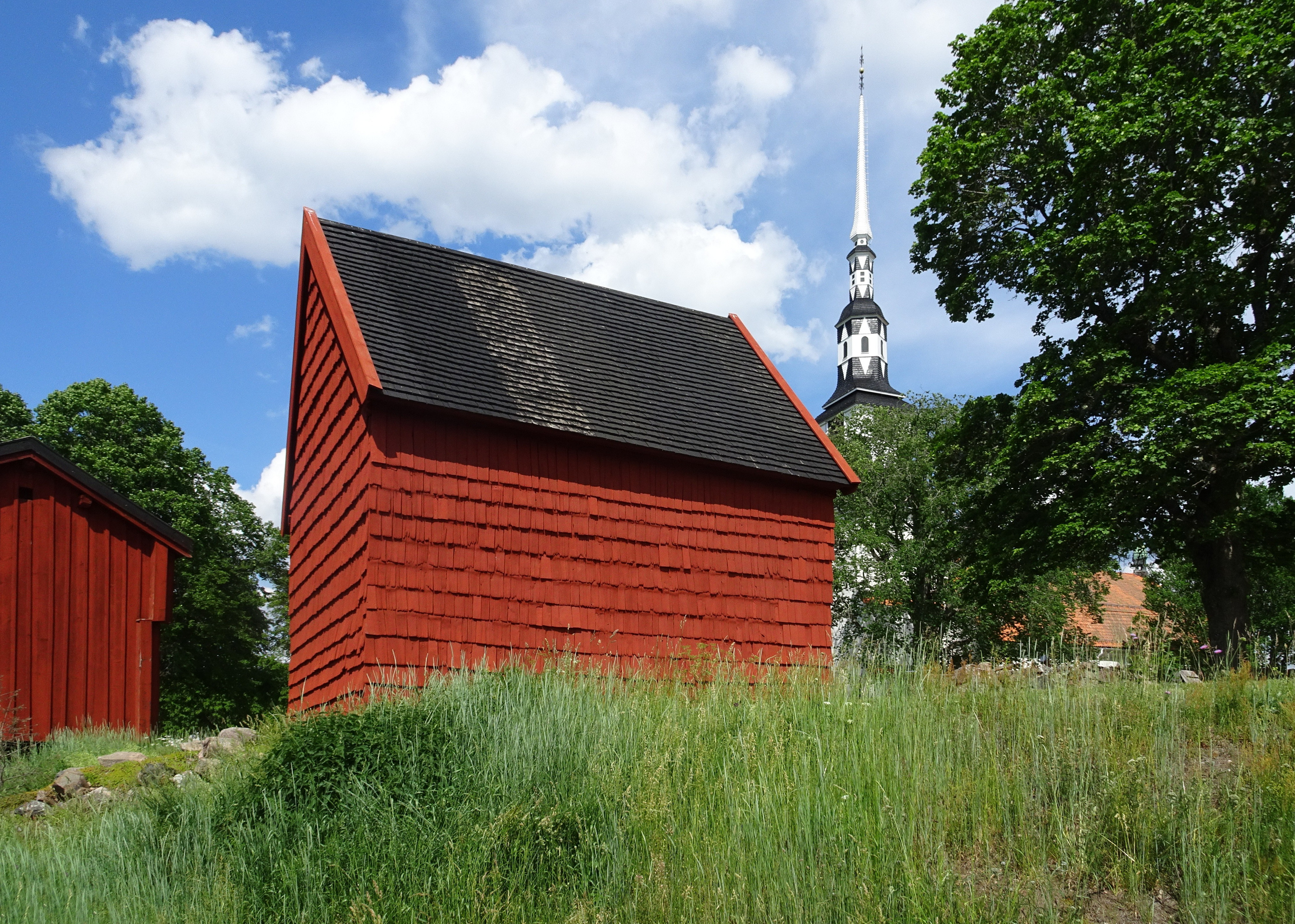
Tiondeboden med Ingatorps kyrka i bakgrunden, juni 2019.

Tiondeboden i Ingatorp står i sydvästra hörnet av Ingatorps kyrkas kyrkogård i tätorten Ingatorp, Eksjö kommun, Jönköpings län.
Byggnadens virke undergick dendrokronologisk analys 2008 och tolkades då vara Sveriges äldsta daterade profana träbyggnad, byggd 1229 (+/- 10 år). 3 kompletterande undersökningar och ytterligare dendroprovtagning visde det sig att den först daterade stocken var sekundär och återanvänd från en annan byggnad. Tiondeboden kunde istället dateras till att vara uppförd med timmer fällt år 1294. Byggnaden är ett kyrkligt kulturminne, tillkommen före utgången av år 1939. Intill tiondeboden står en annan dubbelbod som är betydligt yngre och uppfördes 1773. Även den är ett kyrkligt kulturminne.

## Beskrivning

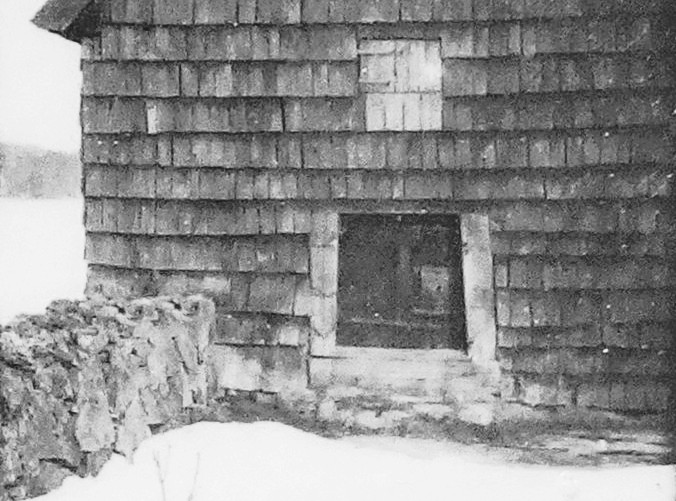
Tiondeboden 1908.

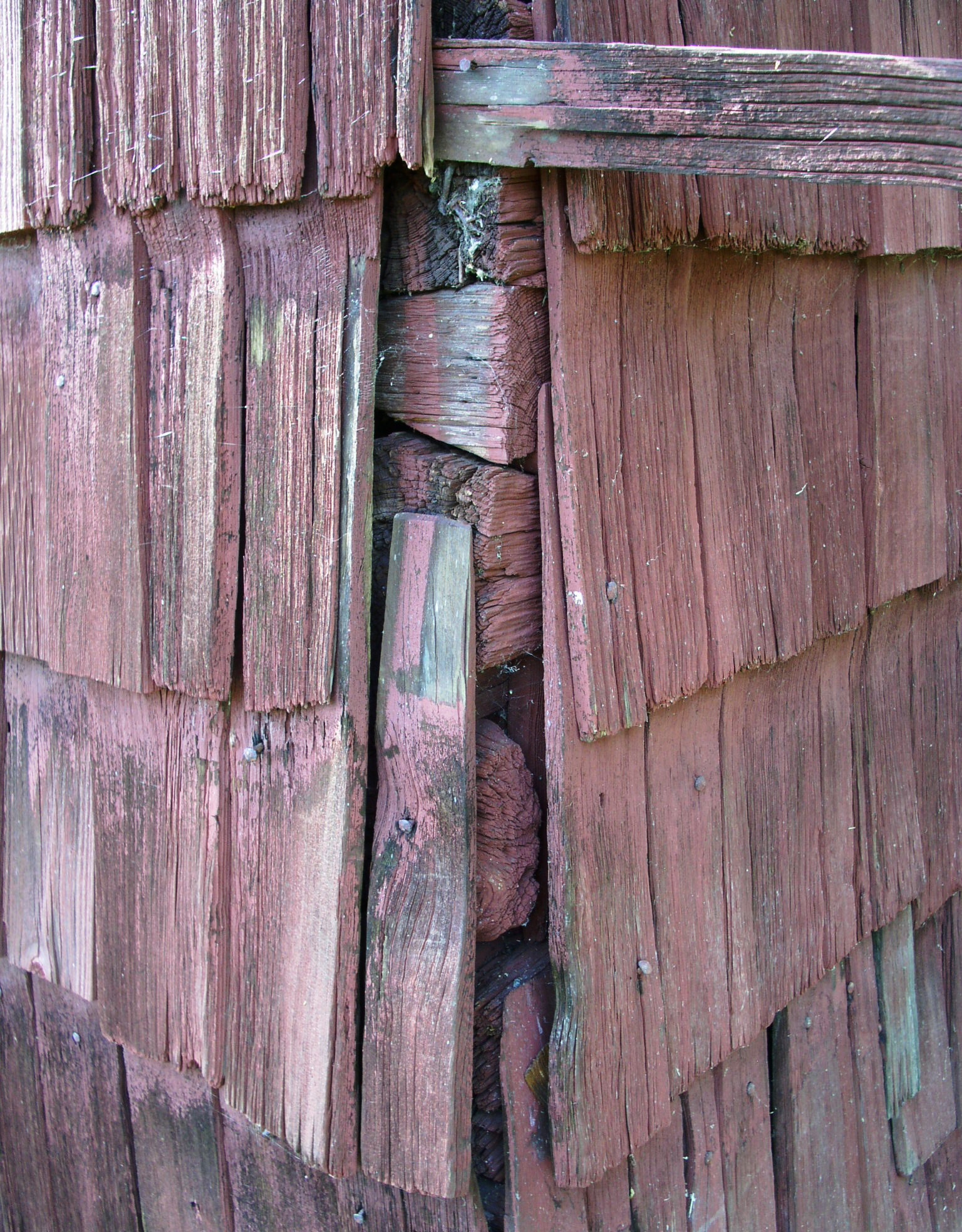
Laxknut på tiondebodens hörn.

Tiondeboden är timrad av furutimmer, som sprätthuggits med yxa. Dendrokronologisk analys utfördes år 2008 och år 2019 av laboratoriet för vedanatomi vid Lunds universitet. Boden omnämns i skrift första gången 1707 och användes då som förråd för kyrkans byggmaterial och liknande. Den ursprungliga funktionen användningen var troligen kyrkans tiondebod. Under åren 2012-2018 restaurerades tiondeboden enligt ICOMOS woods principer och var ett tvärvetenskapligt projekt. Vid restaureringen påträffades medeltida sädesagnar i ett råttbo som visar att säd förvarats i byggnaden. I bodens inre finns spår efter inredning som kan ha varit sädesförvaring. Tiondeboden var ursprungligen sammanbyggd med kyrkogårdsmuren men flyttades 1914 ca 50 meter till sitt nuvarande läge, när kyrkogården utvidgades.
Knutarna som använts är så kallade laxknutar, det vill säga slätknutar eller knutar utan knutskallar, med raka hak och sneda bladningar. Väggtimren har enbart dymlingar i knutarna, däremot har röstetimren dymlingar. Väggarnas insidor var vitkalkade. Fasadernas utsidor är klädda med spån som dock inte härrör från 1200-talet. Taket, som tidigare var spåntäckt, kompletterades på tidigt 1900-tal med tegel. 2017 avlägsnades takteglet för att takkonstruktionen inte var konstruerad för ett tungt tegeltak.
Tidigare trodde man att Granhults kyrka i Småland var uppförd omkring 1220. Omanalys av de dendrokronologiska proven utfördes av Lunds universitet och visade att Granhult var feldaterad och att den är uppförd efter 1270 vilket gör den relativt samtida med Ingatorps kyrkbod. Ytterligare en timmerbyggnad från förra hälften av 1200-talet, Eldhuset på Zorns gammelgård i Mora från 1237, har sedermera också daterats. Till skillnad från Granhults kyrka och eldhuset i Mora är Ingatorps tiondebod nästan helt orörd sen medeltiden. Granhults kyrka har omgestaltats invändigt och fått stora fönsteröppningar. Eldhuset i Mora har inte kvar sitt medeltida taklag och endast en del stockar är från 1200-talet. Ingatorps kyrkbod har endast fått sina fotträn utbytta, vilket gjordes någon gång på medeltiden. De utvändiga väggspånen tillkom inom perioden 1560-1580, tidigare hade bodens timmer på utsidan varit bart och svarttjärat. Restaureringen av tiondeboden erhöll Europa Nostra och EU s Heritage Award 2019 i Paris.

## Bilder

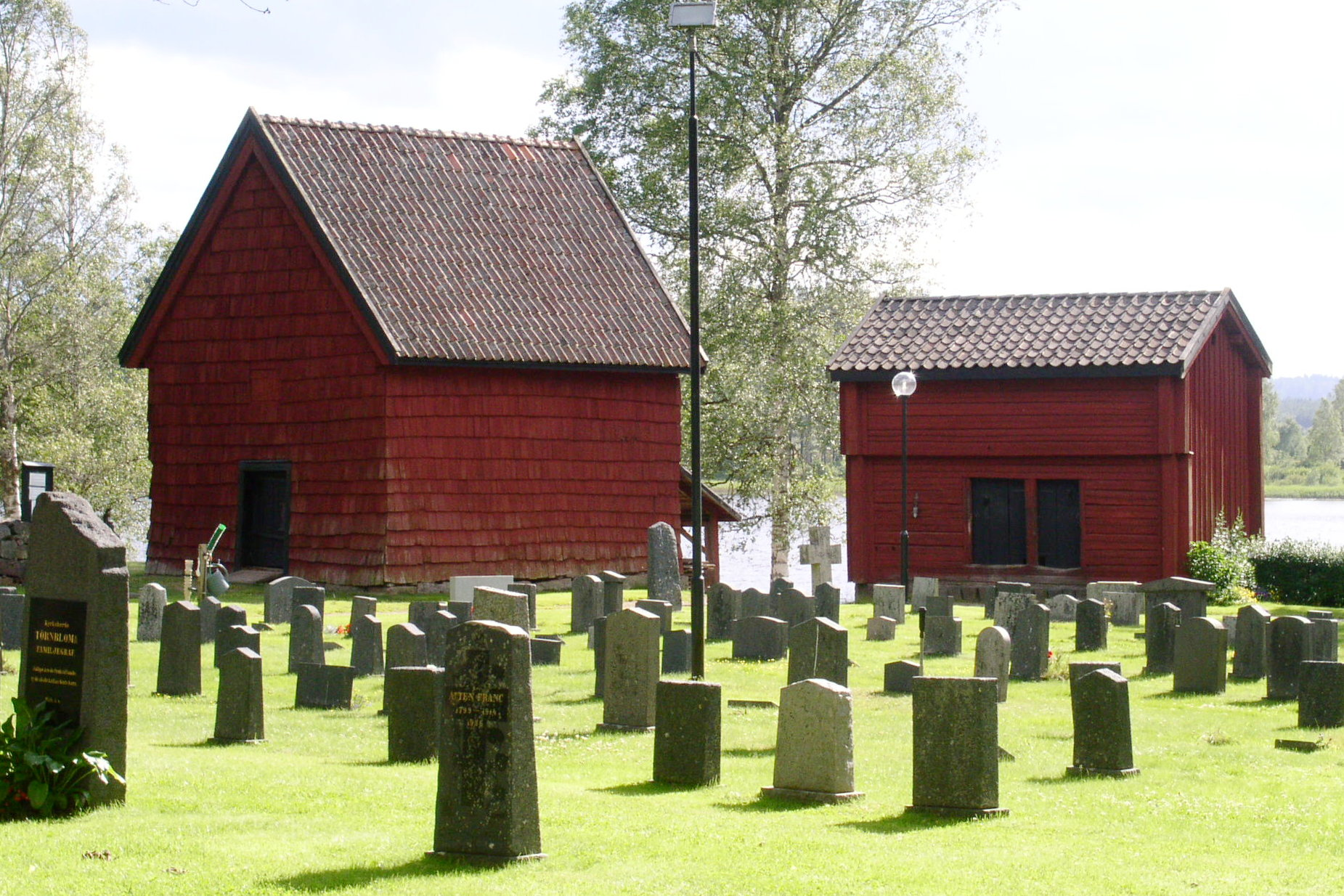
Tiondeboden (t.v.) och kyrkbod från 1700-talet till höger.
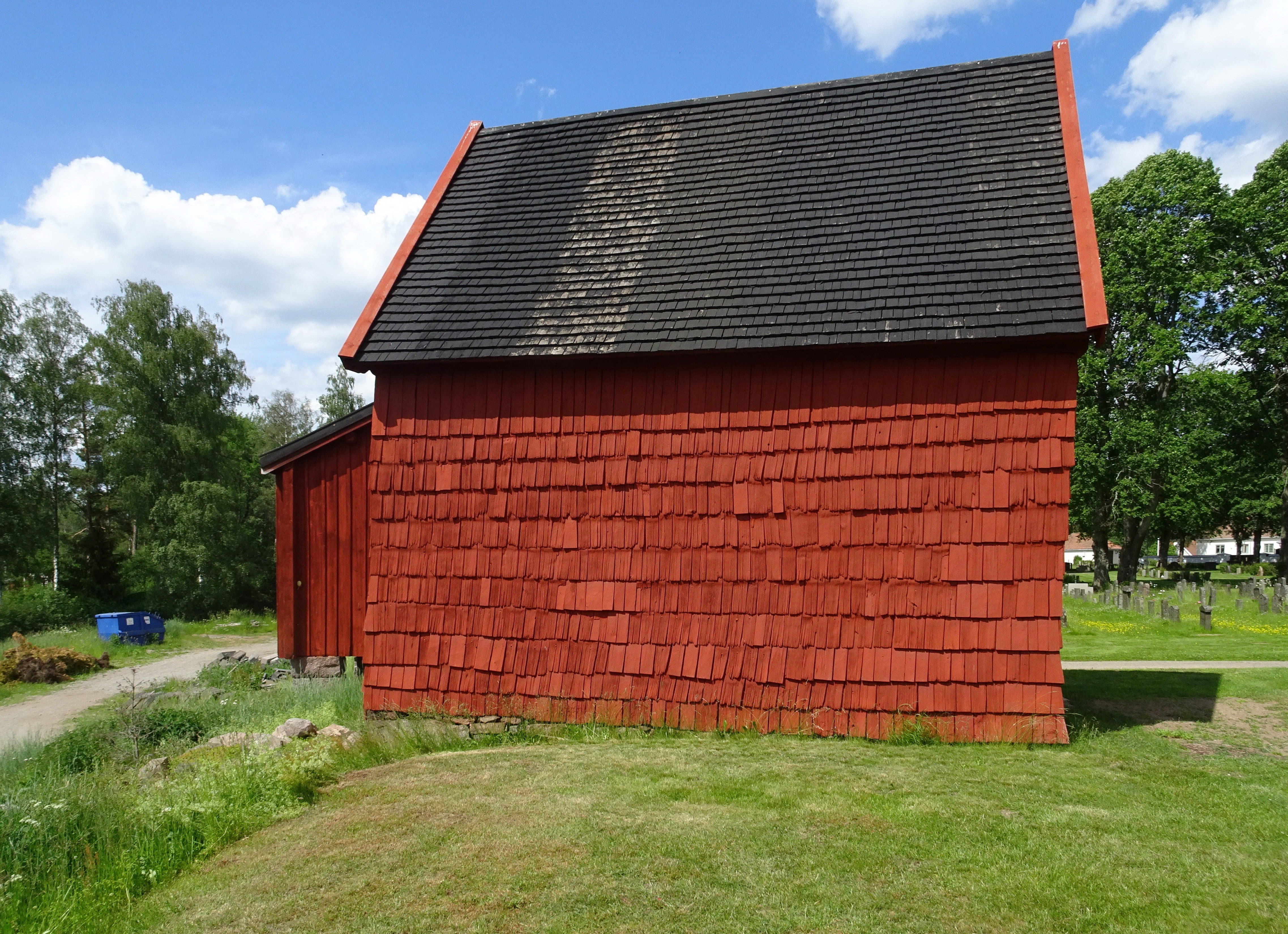
Tiondeboden.
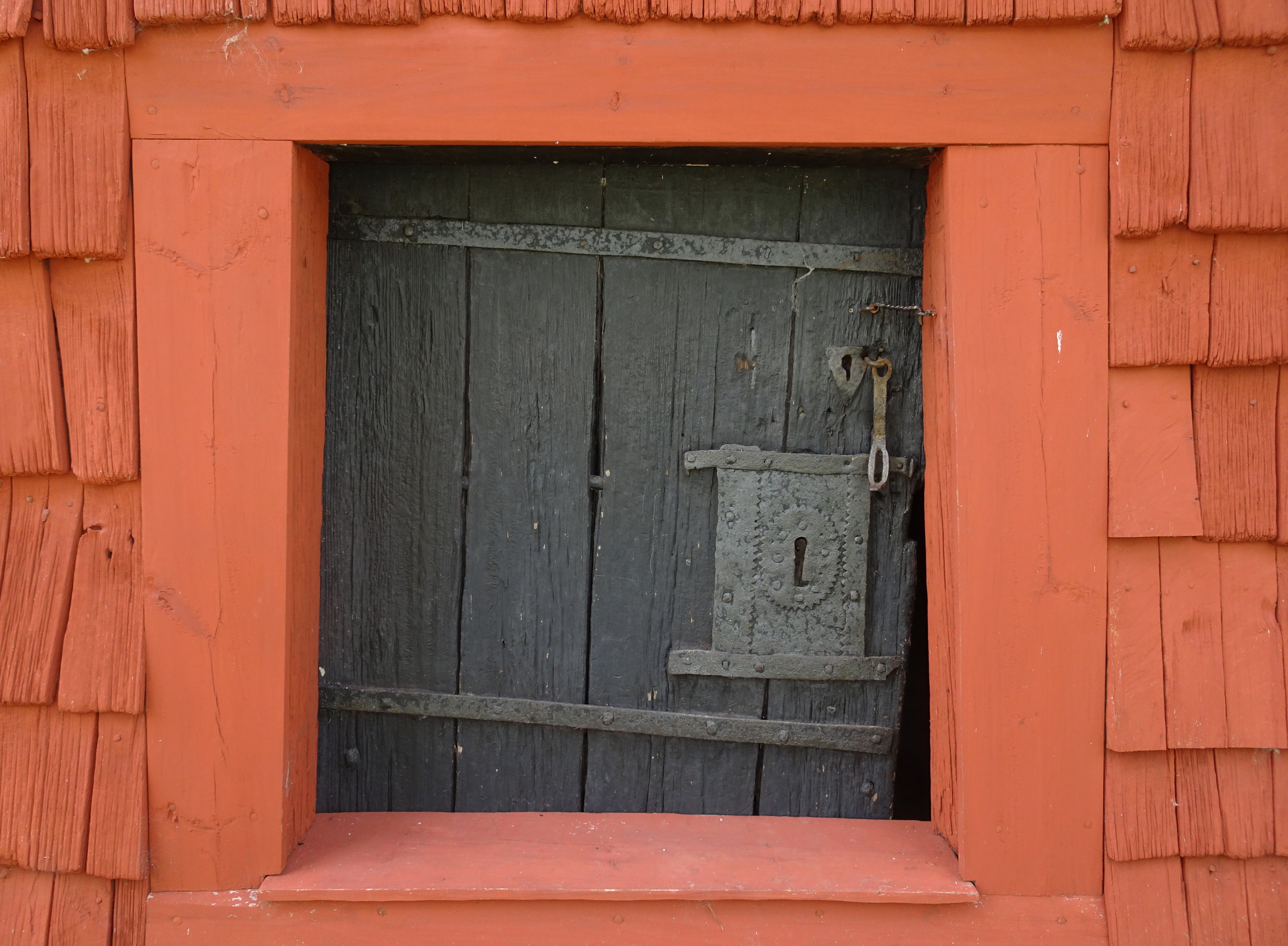
Tiondebodens ursprungliga dörr med medeltida smide.
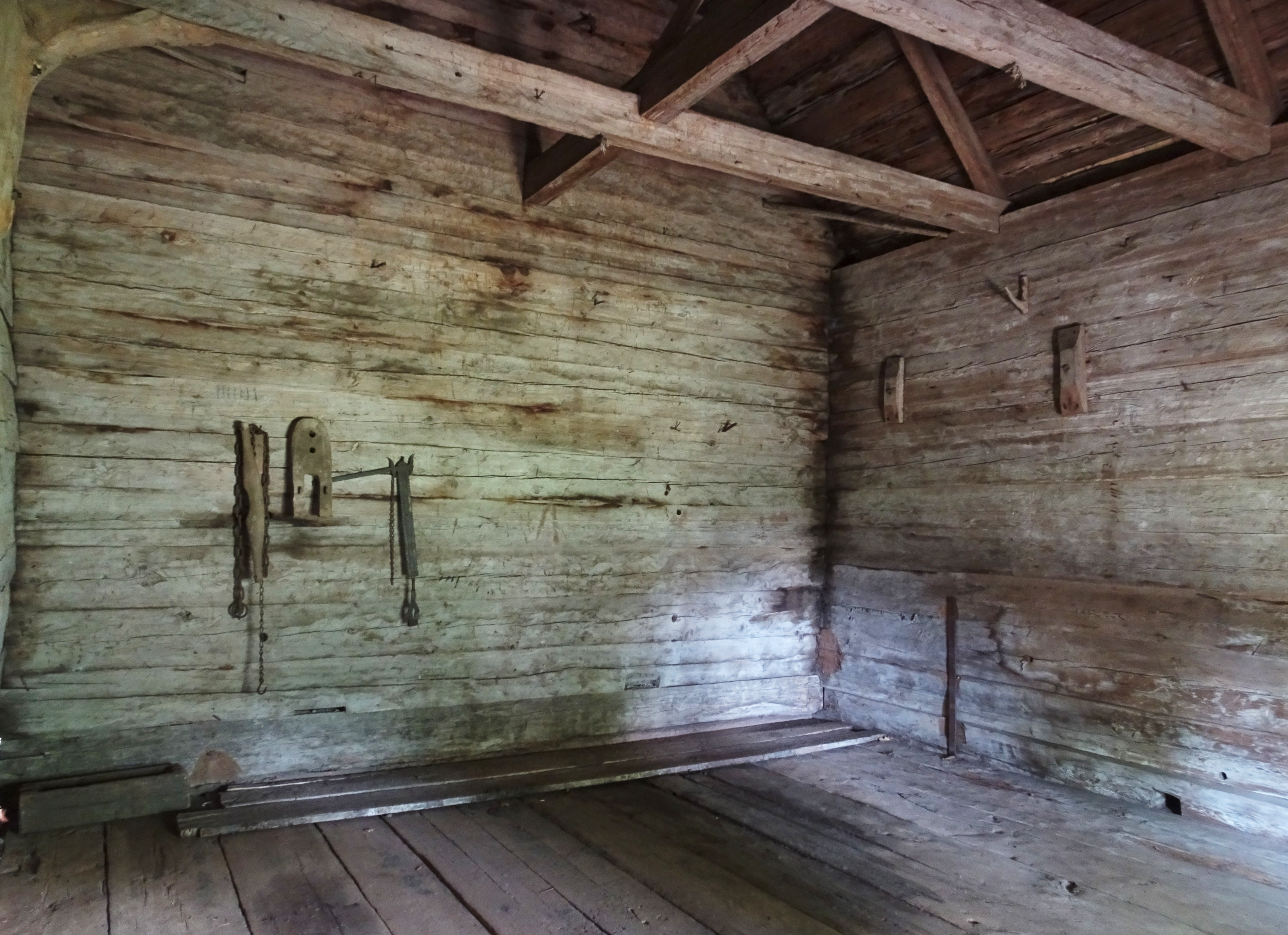
Interiör och takstol.
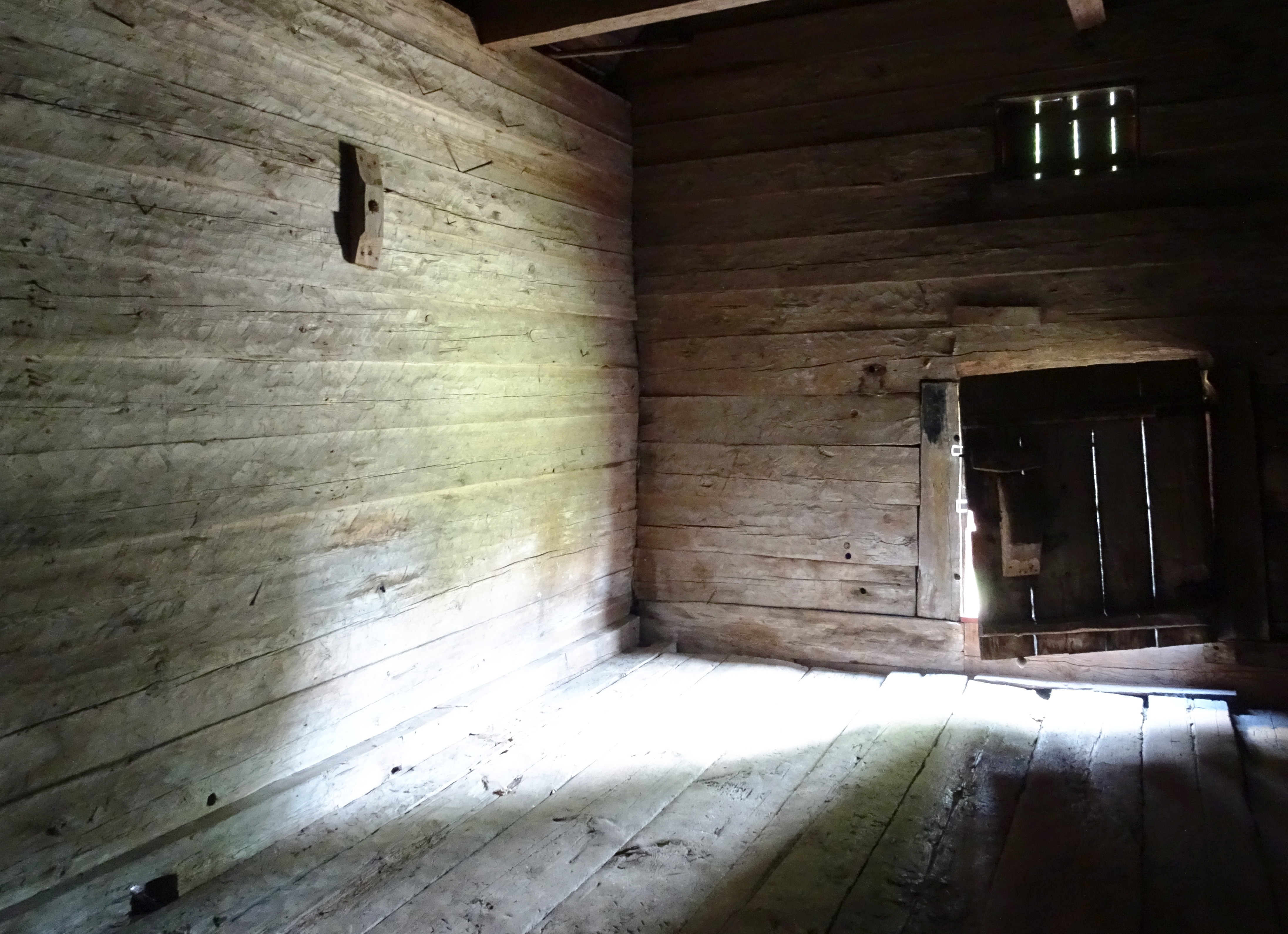
Interiör, vy mot dörren.
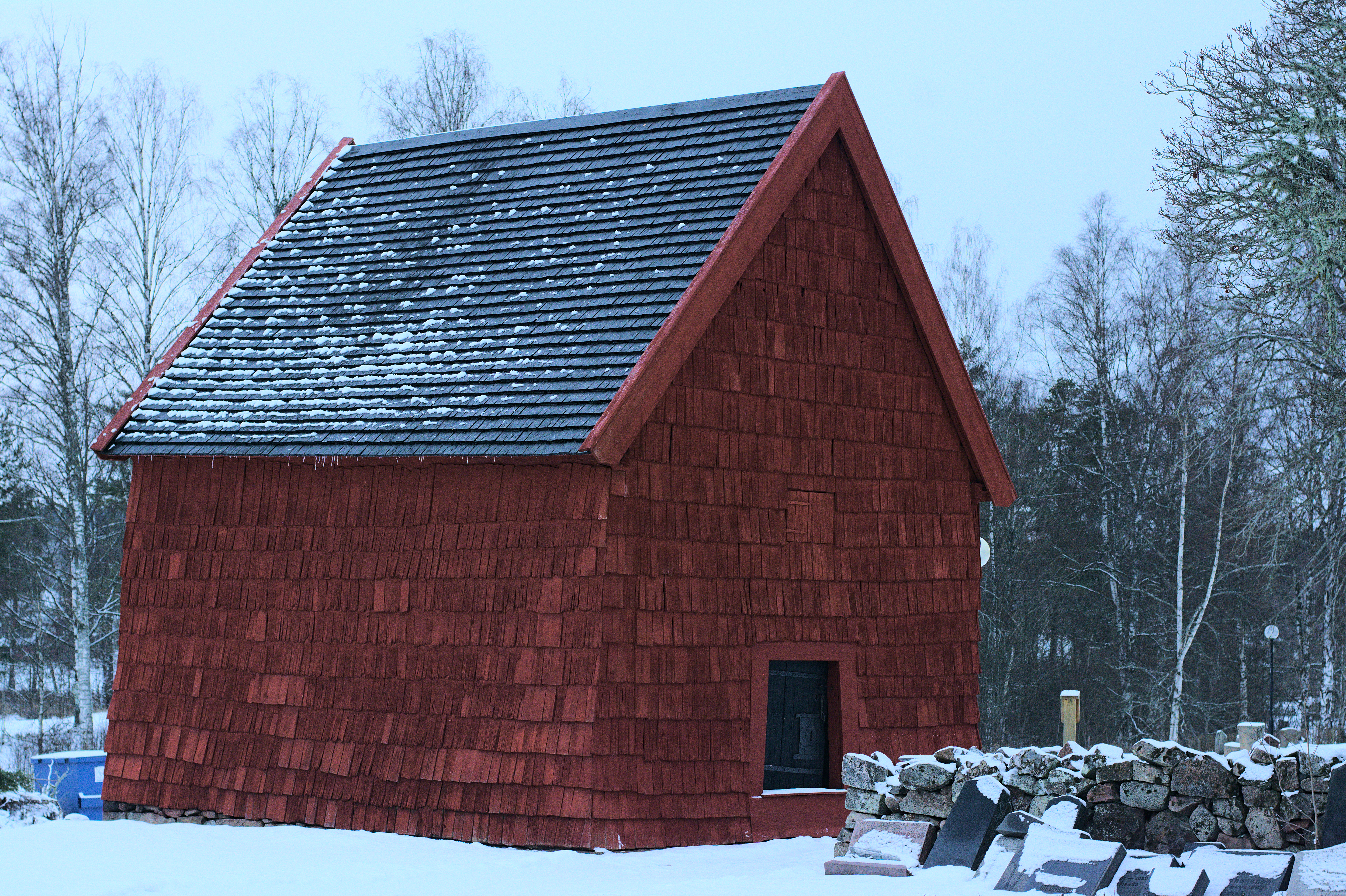
Tiondeboden från sydöst.
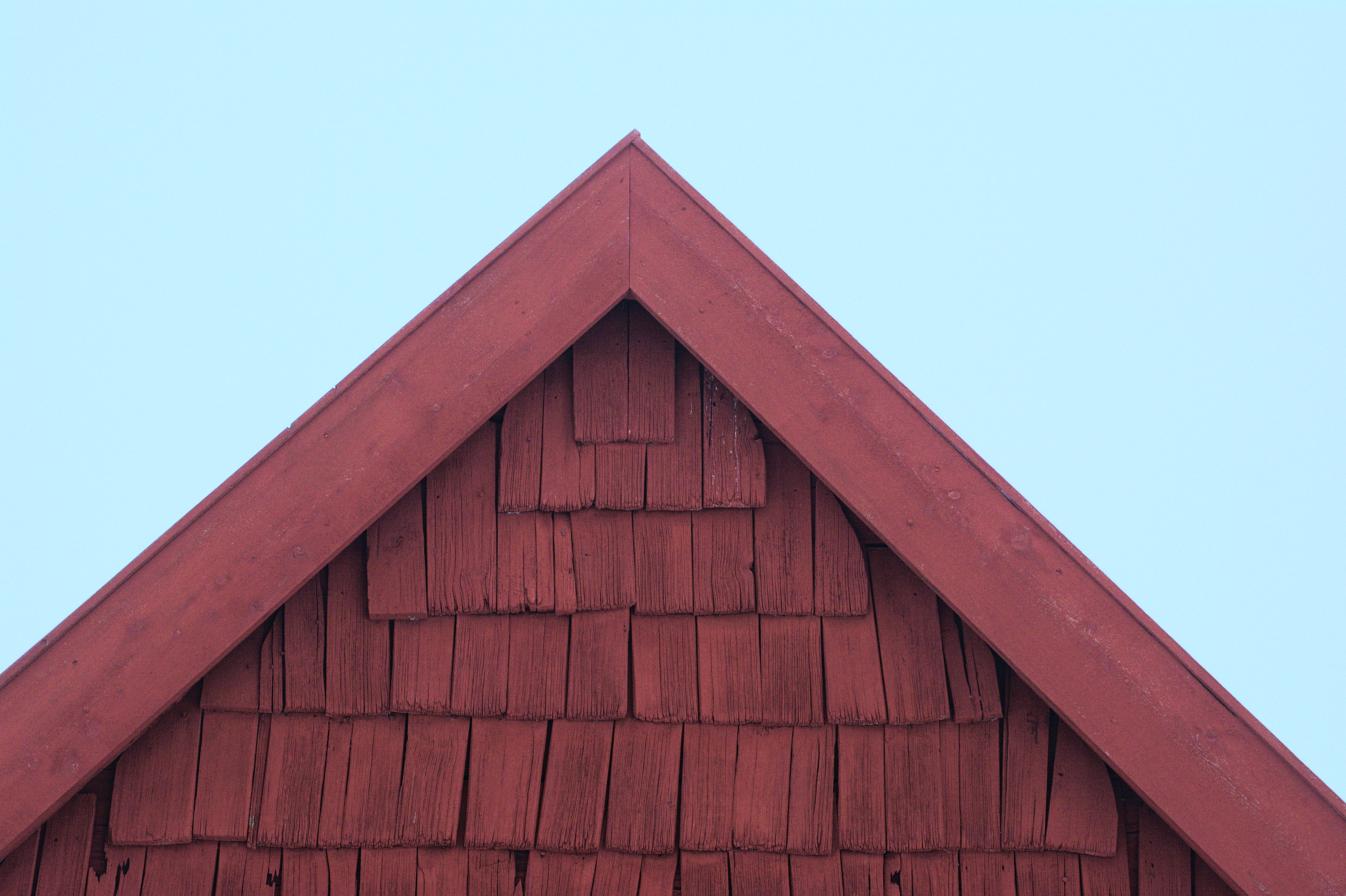
Västra gavel med närbild av väggspån.
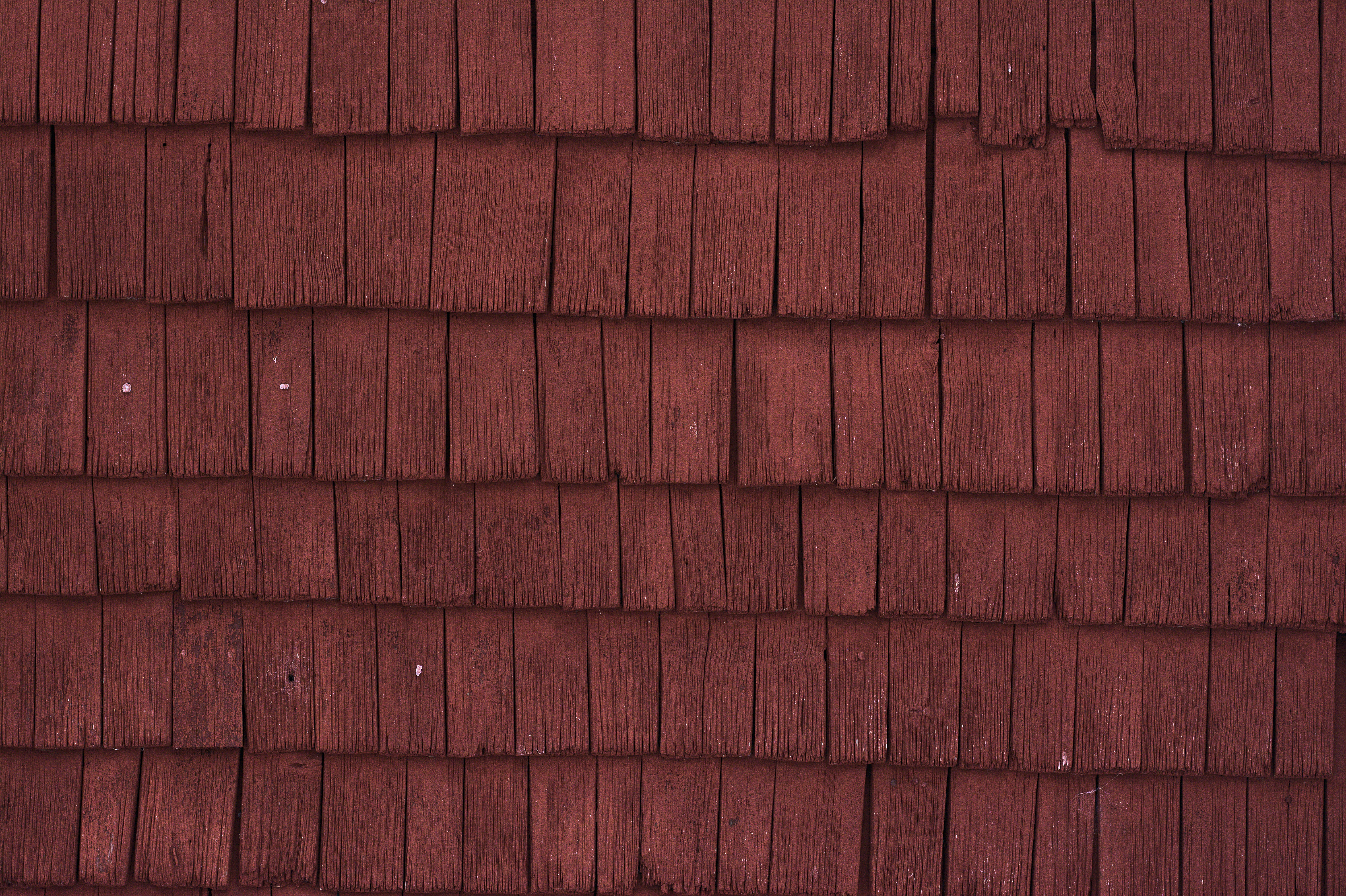
Närbild av väggspån.
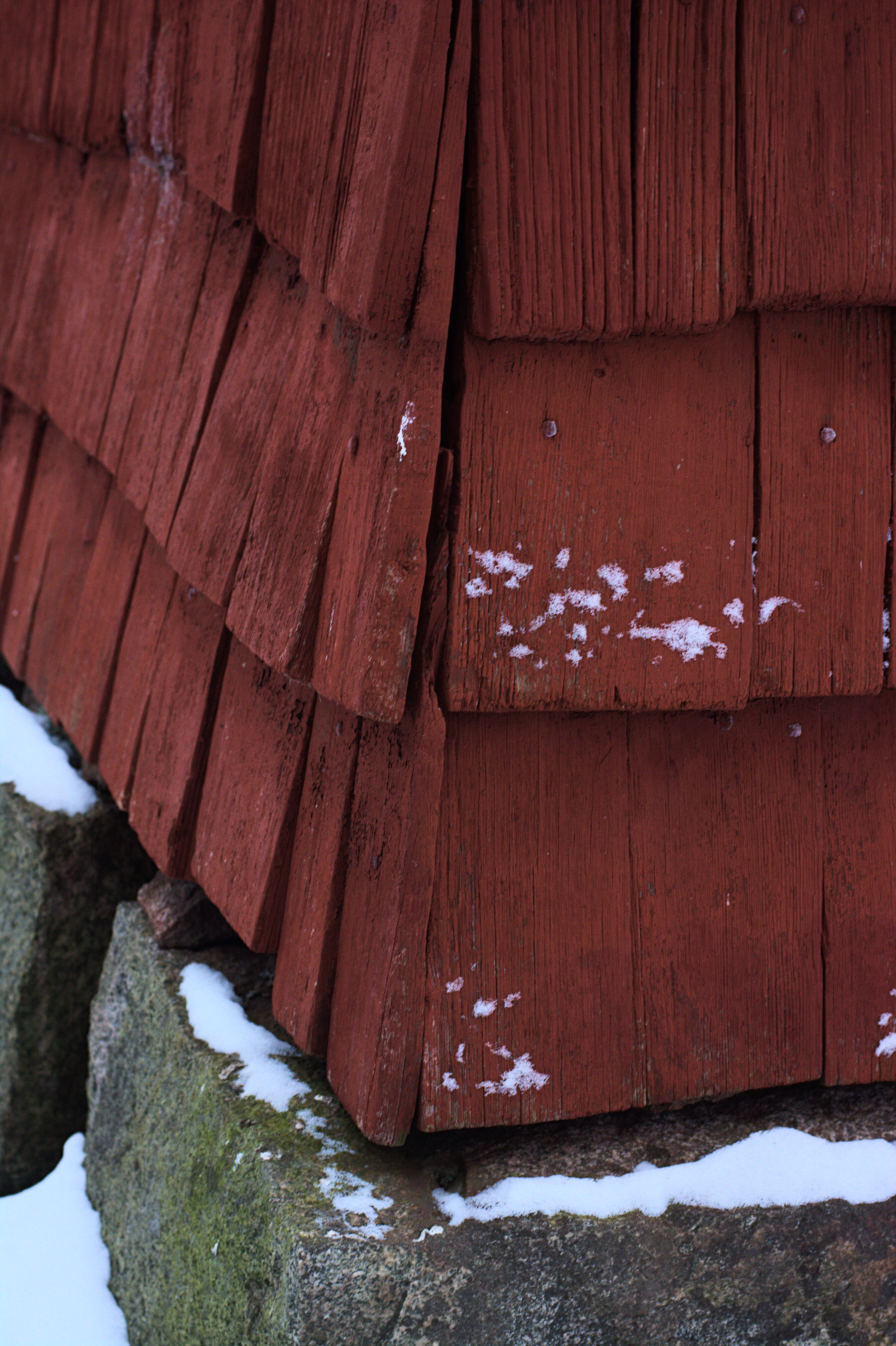
Närbild av stenfundament (nordvästsidan).
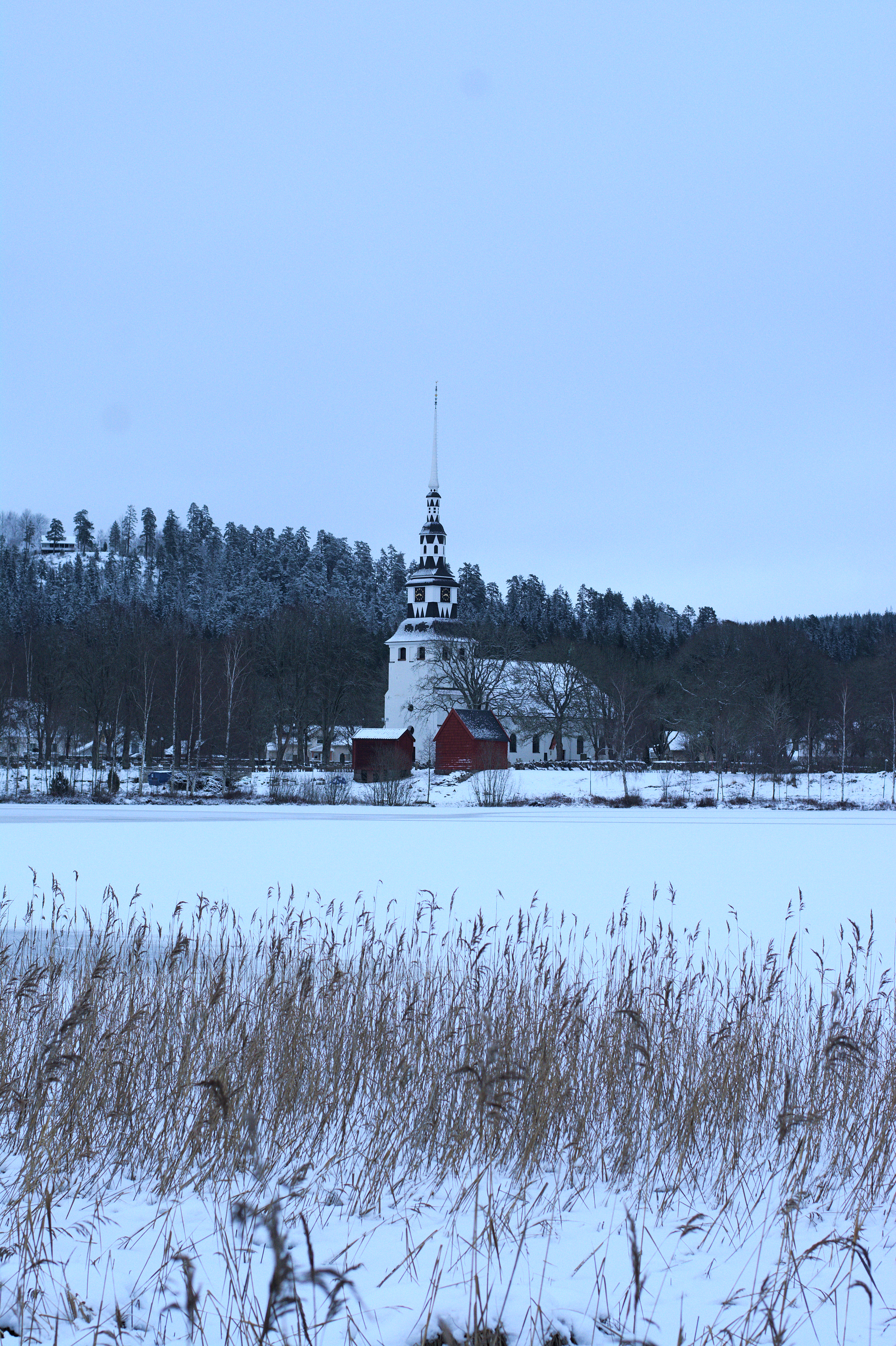
Vy mot kyrkan och tiondeboden från sydväst.